# Scaeva mecogramma
Scaeva mecogramma is een vliegensoort uit de familie van de zweefvliegen (Syrphidae). De wetenschappelijke naam van de soort werd in 1860 als Lasiophthicus mecogramma gepubliceerd door Jacques-Marie-Frangile Bigot.